# 陳守謙
陳守謙（1872年—？），字劼欽，又字劼嵚，號累庵、累翁、無累，浙江海寧陳氏，清末民初官員、文人，和王國維、褚嘉猷、葉宜春並稱海寧四才子。

## 生平
晚脩老人陳守謙，1872年出生於浙江海寧，清附貢生，浙中名宿，少時與王國維齊名，亦王國維同邑密友，海寧四才子。光緒、宣統朝，陳守謙乃四品花翎候選知府銜，曾任湖北武昌府通城縣、江西永新縣、石城縣、大庾等縣知縣。授中憲大夫，後晉三品中議大夫。民國二年四月，由杭辛斋、陳去病、高旭（天梅）介绍入南社，入社害编號377。1913年4月27日，南社第二次雅集在北京畿辅先哲祠。参加的社友有：马小进、林一厂、吕志伊、陈汉元、余鲲、田桐、周芷畦、周亮才、张心芜、杭辛斋、陈守谦、陈景贤、梁复、宋紫佩、江镜清、邵次公、张云雷、高旭、吴信三、黄宗麟、陈去病，共21人，此次雅集存《畿輔先哲祠分韻》詩集一卷。民國初，陳守謙曾任河南太康知事（即知縣）、安徽禁煙局委員；後任鹽務署秘書、內務部秘書、河北省政府秘書。其父陳鎬為名醫仕，王國維曾為友陳守謙父母陳鎬夫妻撰合葬墓誌銘（見王國維《靜安文集》，父陳鎬因子陳守謙贈四品中憲大夫，母鄒氏後因子贈三品太淑人）。陳守謙祖上是浙江名醫陳木扇世家，先祖為南宋宮廷御醫陳沂。王國維去世，祭文則由自幼好友陳守謙撰寫。陳守謙言：余時館城南沈氏，距君家僅裏許，無一日不相見。可見兩人情篤誼厚。
1921年，《浙人陳守謙致盧督軍（盧永祥）書-為浙省製憲事》介紹在張家口的陳守謙原本任河南太康縣知事，由皖督張文生慕中，轉入南陽鎮守使吳慶桐慕，吳敗，在援軍總司令部充秘書。1938年《晨报》：晚脩老人陳守謙畫梅助賑，本浙中名宿，少時與同縣王國維齊名，長於畫梅，兼工題詠，從不輕易示人。

## 作品
《祭王靜安先生文》（即《祭王忠愨公文》）、《王靜庵征君誄》（王靜庵即王国维）、《愚一录易说订》（通家弟陳守謙為杭辛斋作序，亦見《嚴復集》）、《沈觀察燕晉弭兵記》（陳守謙為沈敦和述稿）、察哈爾拳亂始末記(附述歸綏道鄭文欽冤案)、旧疆史料、《畿輔先哲祠分韻：得国字》海寧陳守謙撰。